# Демократски савез (Република Српска)
Демократски савез (ДЕМОС) парламентарна је политичка странка са сједиштем у Републици Српској.
Странка је основана 22. децембра 2018. године у Бањој Луци, a тренутни предсједник странке је Недељко Чубриловић.

## Оснивање
Након општих избора 2018. године долази до смјене појединих кадрова ДНС-а, укључујући министра просвјете Дане Малешевића, а за учествовање у смјени је оптужен Недељко Чубриловић, који је убрзо и смијењен са мјеста потпредсједника ДНС-а. Све је кулминирало приликом избора предсједника Народне скупштине када је дошло до подјеле 12 изабраних посланика ДНС-а, тако што је Клуб посланика ДНС-а (њих 8 укључујући Душка Ивића) предложио Душка Ивића за предсједника, а група посланика ДНС-а (њих 4 укључујући Недељка Чубриловића) је предложила Недељка Чубриловића. За избор предсједника су пресудни били гласови остатка владајуће коалиције која је гласала за Недељка Чубриловића, који је са укупно 51. гласом изабран за предсједника Народне скупштине, док је Душко Ивић добио 8 гласова. Дан након избора за предсједника, Недељко Чубриловић као и остала три посланика ДНС-а који су стали на његову страну су искључени из странке. Струја окупљена око Чубриловића је предсједника ДНС-а Марка Павића оптужила за "тајкунизацију" странке. Четири искључена посланика су 30. новембра најавила формирање Независног демократског клуба у Народној скупштини, а убрзо су најавили и оснивање нове странке.
Та нова странка под називом Демократски савез (ДЕМОС) је основана у Бањој Луци 22. децембра 2018, а за предсједника је изабран Недељко Чубриловић који је тренутно и предсједник Народне скупштине Републике Српске. У десетом сазиву Народне скупштине новооснована странка ДЕМОС је заступљена са четири посланика, поред Чубриловића то су још и Споменка Стевановић, Споменко Стојановић и Милан Дакић.

## Резултати
| Избори | # гласова | % од важећих | # посланика     | Влада     |
| ------ | --------- | ------------ | --------------- | --------- |
| 2018.  |           |              | 4 / 83 (од ДНС) | владајући |
| 2022.  | 34.896    | 5,46%        | 5 / 83          | владајући |